# Bažantnice (Hodonín)
Bažantnice je čtvrť Hodonína tvořící severozápadní část města. Tvoří ji převážně zástavba třípatrových bytových domů v pravoúhlém uličním rastru.
Do čtvrti patří ulice třída Bří Čapků, Erbenova, Ivana Olbrachta, Josefa Suka, Křičkova, Lesní, Lipová alej, Patočkova, Petra Jilemnického, Seifertova, Skácelova, U Červených domků. Na západě na Bažantnici navazuje Hornická Čtvrť (rodinné domky) a na východě Cihlářská čtvrť a Družstevní čtvrť. Nevedou tudy hlavní průjezdní tahy, díky čemuž je Bažantnice klidnou obytnou lokalitou. Na severozápadě sousedí s lesním komplexem Dúbrava a severně se nachází Zoo Hodonín.
Některé domy ve čtvrti jsou staticky nestabilní z důvodu geologických posunů v podloží, objevují se na nich praskliny a dochází k pokřivení oken. Problém se v různé míře týká 17 domů.

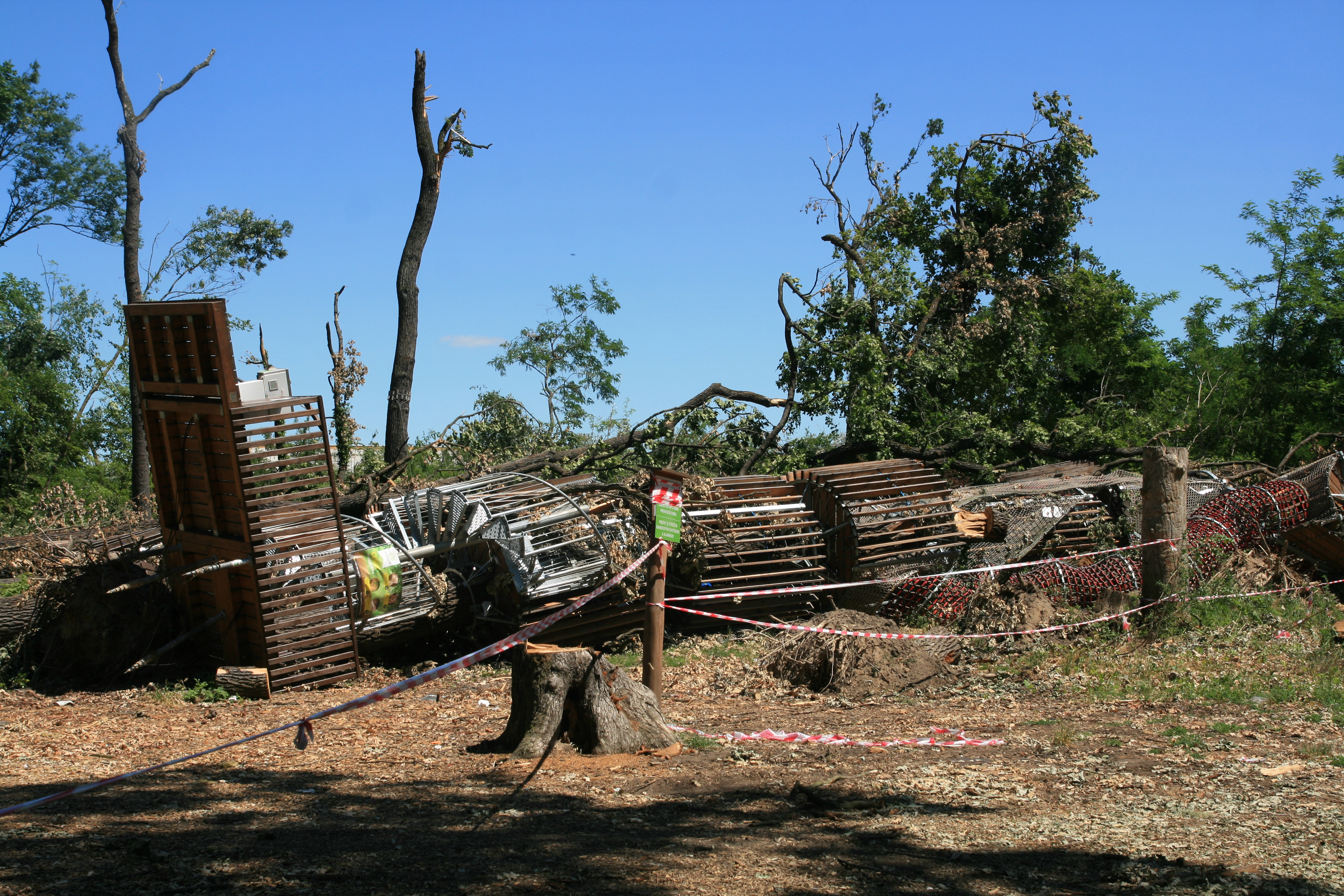
Následky tornáda v Bažantnici

Dne 24. června 2021 byla čtvrť jednou z lokalit postižených ničivým jihomoravským tornádem, byla těžce poškozena řada domů včetně zdejší školy, vyvráceny a polámány stromy, strženy střechy, poškozeny automobily, výběhy v ZOO atd. Další zasaženou částí Hodonína byl Pánov.